# 阮進靈
阮進靈（越南語：Nguyễn Tiến Linh，1997年10月20日—）是一名越南足球运动员，司职前锋，現效力於越南足球甲級聯賽俱乐部平陽貝卡麥克斯足球俱樂部，他也是越南國家足球隊球員。